# عنيزة مول
عنيزة مول، هو مجمع تجاري يقع في وسط محافظة عنيزة, أفتتح في سنة 2009، حيث يقع في قلب المدينة التجاري وتحدياً أمام سوق الجديّدة ومسجد الشيخ ابن عثيمين. وتبلغ مساحته الإجمالية 64,000 م² ويتضمن المجمع مكاتب رئيسية للموظفين، وأماكن ترفيه والعاب أطفال، ومنطقة خاصة للمطاعم والمقاهي على مساحة. وكذلك مناطق مخصصة للعائلات. وعادة ماتقام الأنشطة المحلية في المحافظة داخل المجمع.

## المحلات الموجودة حالياً

### محلات التسوق
- ليندكس
- Evans
- MAC
- swatch
- MotherCare
- aldo
- Mango
- بدون اسم
- Harmony
- بودي شوب
- زهور الريف
- جرير
- مغربي
- موبايلي
- نكست
- العربية للعود
- Life Style
- Milano
- فافافوم
- zero one
- bossini
- Colin's
- lendix
- Totr
- فينسي
- الحميضي
- نكتار Nectar
- كوتون Koton
- نيو لوك
- تيرانوفا
- Colour & Beauty
- الرميزان
- درعه
- t-a-o
- Adams Kids
- Sergent Major
- Wallis
- Nine West
- Charles & Keith
- Mexx
- عبد الصمد القرشي
- واحة الجلابية
- KANZ
- العثيم
- روائع لينا
- اكسيسوريز vip accesories
- نعومي
- الركن السويسري للساعات
- ايف روشيه
- الزي التراثي
- مكياجي
- توايلا
- Brando
- جودي
- Frezz
- Girls
- KidZ
- صيدلية بوتس
- انك

### المطاعم والمقاهي ومحلات المأكولات
- ستار بكس
- كودو
- تاي
- سينابون
- باسكن روبنز
- بنده
- وجبتي
- مواردي
- باجة
- الرفاعي

## محلات أخرى
- تقنيات حواء للتكنولوجيا
- أرض الفرح الترفيهية- هابي لاند